# Jeunes mères
Jeunes mères is een Belgische dramafilm uit 2025, geschreven, geregisseerd en mede geproduceerd door Jean-Pierre en Luc Dardenne.

## Verhaal
Jessica, Perla, Julie, Naïma en Ariane verblijven in een opvangcentrum voor jonge moeders. Ze zijn allemaal opgegroeid in moeilijke omstandigheden en proberen een beter leven te krijgen voor zichzelf en hun kinderen.

## Rolverdeling
| Acteur          | Personage |
| --------------- | --------- |
| Babette Verbeek | Jessica   |
| Elsa Houben     | Julie     |
| Janaina Halloy  | Ariane    |
| Lucie Laruelle  | Perla     |
| Samia Hilmi     | Naïma     |
| India Hair      |           |

## Productie
De gebroeders Dardenne maken met Jeunes mères een eerste ensemblefilm en de cast bestond merendeel uit niet-professionele acteurs. De film werd in België geproduceerd zoals gebruikelijk door de broers Dardenne zelf, samen met Delphine Tomson namens Les Films du Fleuve (België), in coproductie met Archipel 35 (Frankrijk) en The Reunion (België), met financiële steun van het Waals regionaal investeringsfonds Wallimage.

### Filmopnames
De filmopnames gingen door van half augustus tot einde oktober 2024 en er werd onder andere gefilmd in Banneux in de provincie Luik.

## Release
Jeunes mères ging op 23 mei 2025 in première op het Filmfestival van Cannes in de competitie voor de Gouden Palm. De film won verscheidene prijzen waaronder de prijs voor beste scenario.

## Prijzen en nominaties
De belangrijkste:
| Jaar | Prijs                        | Categorie                      | Genomineerde(n)             | Uitslag     |
| ---- | ---------------------------- | ------------------------------ | --------------------------- | ----------- |
| 2025 | Filmfestival van Cannes 2025 | Gouden Palm                    | Jean-Pierre en Luc Dardenne | Genomineerd |
| 2025 | Filmfestival van Cannes 2025 | Beste scenario                 | Jean-Pierre en Luc Dardenne | Gewonnen    |
| 2025 | Filmfestival van Cannes 2025 | Prix du Cinéma Positif         | Jean-Pierre en Luc Dardenne | Gewonnen    |
| 2025 | Filmfestival van Cannes 2025 | Prijs van de Oecumenische Jury | Jean-Pierre en Luc Dardenne | Gewonnen    |
| 2025 | Filmfestival van Cannes 2025 | Prix Ecoprod                   | Jean-Pierre en Luc Dardenne | Gewonnen    |